# Stephan Kampwirth

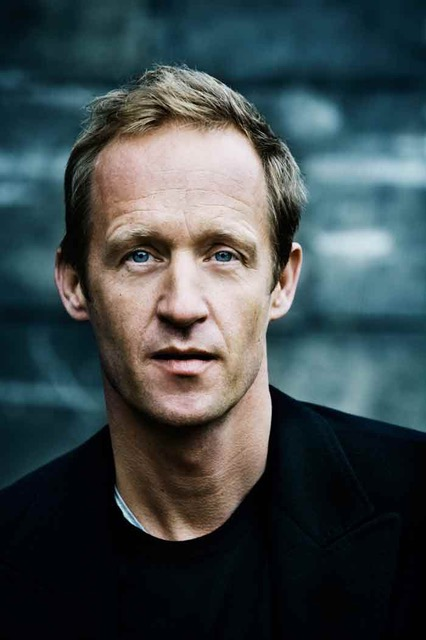
Stephan Kampwirth, 2012

Stephan Kampwirth (* 20. März 1967 in Neheim-Hüsten) ist ein deutscher Schauspieler.

## Leben

### Herkunft und Ausbildung
Stephan Kampwirth wurde im März 1967 im sauerländischen Neheim-Hüsten als Sohn eines Schreiners und einer Hausfrau geboren. Er hat drei Geschwister; sein jüngerer Bruder Jan-Peter ergriff ebenfalls den Schauspielberuf.
Bereits während seiner Schulzeit entwickelte Kampwirth das Interesse am Schauspiel, er spielte im Schultheater. 1986 schloss er am Franz-Stock-Gymnasium in Arnsberg sein Abitur ab und absolvierte anschließend seinen Zivildienst als Rettungsdienstfahrer in München. Nachdem er erfolglos an acht Schauspielschulen vorgesprochen hatte, begann er zunächst eine Ausbildung zum Schreiner, brach diese jedoch ab, als er 1988 am Hamburgischen Schauspielstudio unter der Leitung von Hildburg Frese angenommen wurde.

### Schauspielkarriere
Nach Abschluss seiner Schauspielausbildung 1991 war Kampwirth Ensemblemitglied des Schillertheaters Berlin, des Burgtheaters Wien und der Kammerspiele München. Er spielte unter der Regie von Leander Haußmann, Dieter Dorn, Georg Ringsgwandl und Helmut Griem. Seit 2007 ist er im Ensemble der Hamburger Kammerspiele.
Anfang der 1990er Jahre begann seine Film- und Fernsehkarriere mit kleineren Rollen in einigen Fernsehserien. Sein Debüt gab er 1992 im vierten Film der Filmreihe Schulz & Schulz mit Götz George. Es folgten weitere Gastrollen, u. a. in Serien und Reihen wie Großstadtrevier, Wolffs Revier und Tatort. 2000 war in Hansjörg Thurns Marmor, Stein & Eisen als Konrad an der Seite von Frank Giering und Ralph Herforth auf der Kinoleinwand zu sehen. Einem breiteren Publikum wurde er 2001 mit dem Fernseh-Mehrteiler Ein unmöglicher Mann und der Verfilmung von Amelie Frieds Roman Der Mann von Nebenan bekannt, in der er die Rolle des Lukas Lander spielte. Parallel ist er weiterhin in verschiedenen Krimireihen, wie Ein starkes Team, Wilsberg, Bella Block, Stubbe – Von Fall zu Fall, Das Duo und in den verschiedenen SOKO-Sendeformaten zu sehen.
In der romantischen Fernseh-Komödie Utta Danella – Von Kerlen und Kühen war Kampwirth 2014 als Flugpilot Georg an der Seite von Felicitas Woll zu sehen. In der Romanverfilmung Agnes mit Odine Johne in der Titelrolle spielte er 2016 unter der Regie von Johannes Schmid die Rolle des Walter. Durchgehende Serienrollen hatte er neben Tanja Wedhorn von 2017 bis 2019 in der ARD-Reihe Praxis mit Meerblick in der Rolle des mysophoben Rügener Praxisbesitzers Dr. Richard Freese und von 2017 bis 2020 in der Netflix-Serie Dark (Staffel 1–3), in der er die Rolle des Psychotherapeuten Peter Doppler verkörperte, wobei Kampwirths Sohn Pablo Striebeck die jüngere Version seiner Figur spielte.
Kampwirth ist Mitglied im Bundesverband Schauspiel (BFFS).

### Privates
Kampwirth war mehrere Jahre mit seiner Schauspielkollegin Janna Striebeck liiert. Aus dieser Beziehung entstammt ein Sohn, Pablo Striebeck, der ebenfalls als Schauspieler tätig ist. Er lebt in Hamburg.

## Filmografie

### Kinofilme
- 1996: Jenseits der Stille
- 1998: 23 – Nichts ist so wie es scheint
- 1999: Der große Bagarozy
- 1999: Waschen, Schneiden, Legen
- 2000: Marmor, Stein & Eisen
- 2002: Halbe Miete
- 2002: Junimond
- 2003: Wolfsburg
- 2004: Metallic Blues
- 2007: Blöde Mütze!
- 2008: Up! Up! To the Sky
- 2008: Fleisch ist mein Gemüse
- 2013: Das kleine Gespenst
- 2014: Who Am I – Kein System ist sicher
- 2016: Agnes
- 2016: Junges Licht
- 2016: Radio Heimat
- 2017: Tian – Das Geheimnis der Schmuckstraße
- 2019: Dem Horizont so nah
- 2024: Berlin Nobody

### Fernsehfilme
- 1997: Virus X – Der Atem des Todes
- 1999: Doppelpack – Das Duell
- 1999: Ganz unten, ganz oben
- 2001: Ein unmöglicher Mann (Fünfteiler)
- 2001: Gnadenlose Bräute
- 2002: Der Mann von Nebenan
- 2002: Zimmer der Angst
- 2002: Die Novizin
- 2003: Wenn Weihnachten wahr wird
- 2004: Engelchen flieg
- 2004: Drechslers zweite Chance
- 2004: Finanzbeamte küsst man nicht
- 2004: Der Mann von nebenan lebt!
- 2005: Was für ein schöner Tag
- 2006: Stunde der Entscheidung
- 2006: Die Tote vom Deich
- 2006: Der Tote am Strand
- 2006: Mutterglück
- 2007: Durch Himmel und Hölle
- 2007: Die Todesautomatik
- 2007: Contergan
- 2006: Engelchen Flieg 2
- 2008: Der große Tom
- 2008: Die Jagd nach dem Schatz der Nibelungen
- 2008: Wenn wir uns begegnen
- 2009: Ein Dorf schweigt
- 2009: Fünf Tage Vollmond
- 2009: Schatten der Gerechtigkeit
- 2009: Der Mann auf der Brücke
- 2010: Liebe deinen Feind
- 2011: Nina sieht es …!!!
- 2011: Verschollen am Kap
- 2012: Mittlere Reife
- 2012: Weihnachten … ohne mich, mein Schatz!
- 2014: Nichts für Feiglinge
- 2014: Charlottes Welt – Geht nicht, gibt’s nicht
- 2014: Seitensprung
- 2016: Die Stadt und die Macht (Sechsteiler)
- 2017: Tod im Internat (Zweiteiler)
- 2018: Gladbeck (Zweiteiler)
- 2018: Das Leben vor mir
- 2019: Was wir wussten – Risiko Pille
- 2021: Extraklasse 2+
- 2022: Neben der Spur ist auch ein Weg
- 2025: Das gläserne Kind

### Fernsehserien und -reihen
- 1992: Schulz & Schulz IV – Neue Wege, alte Lasten
- 1993, 2002: Wolffs Revier (verschiedene Rollen, 2 Folgen)
- 1993, 2006: Großstadtrevier (verschiedene Rollen, 2 Folgen)
- 1996: Der König (Folge Verraten und verkauft)
- 2001: Tatort: Havarie (Fernsehreihe)
- 2003: Tatort: Mietsache (Fernsehreihe)
- 2004: Ein starkes Team: Der Verdacht
- 2004: Berlin, Berlin (2 Folgen)
- 2005: Der Dicke (Folge Flächenbrand)
- 2005: Der Elefant – Mord verjährt nie (Folge Fluch der bösen Tat)
- 2005: Die Gerichtsmedizinerin (Folge Tod aus heiterem Himmel)
- 2005: Das Trio (Folge Mona Lisa)
- 2005: Wilsberg: Ausgegraben
- 2005: Tatort: Schürfwunden (Fernsehreihe)
- 2006: Bella Block: Das Glück der Anderen
- 2006: Tatort: Der Tag des Jägers (Fernsehreihe)
- 2007: Stubbe – Von Fall zu Fall: Schmutzige Geschäfte
- 2007: Das Duo: Liebestod
- 2007, 2015: Der Kriminalist (verschiedene Rollen, 2 Folgen)
- 2008: Im Namen des Gesetzes (Folge Bremsversagen)
- 2008: SOKO Donau (Folge Saitenspiel)
- 2008, 2012: Alarm für Cobra 11 – Die Autobahnpolizei (verschiedene Rollen, 2 Folgen)
- 2010: SOKO Stuttgart (Folge Der Verräter)
- 2010: Tatort: Blutgeld (Fernsehreihe)
- 2011: Tatort: Das schwarze Haus (Fernsehreihe)
- 2012: Wilsberg: Aus Mangel an Beweisen
- 2012: Die Chefin (4 Folgen)
- 2012: Das Duo: Der tote Mann und das Meer
- 2012: Tatort: Das Wunder von Wolbeck (Fernsehreihe)
- 2012–2017: SOKO Köln (verschiedene Rollen, 3 Folgen)
- 2013: Der Staatsanwalt (Folge Blinde Gier)
- 2013: Kommissar Stolberg (Folge Die Unsichtbaren)
- 2013: Der letzte Bulle (Folge Uschi, mach keinen Quatsch)
- 2013: Reiff für die Insel – Katharina und der ganz große Fisch
- 2013: Mordshunger – Verbrechen und andere Delikatessen (Folge Der Heiler)
- 2013–2015: Lerchenberg (5 Folgen)
- 2014: Utta Danella – Von Kerlen und Kühen
- 2014: Die Toten vom Bodensee
- 2016: Marie Brand und die rastlosen Seelen
- 2016: Berlin Station (Folge Station to Station)
- 2016: Phoenixsee (6 Folgen)
- 2017: Die Lebenden und die Toten – Ein Taunuskrimi
- 2017–2019: Praxis mit Meerblick → siehe Besetzung
  - Willkommen auf Rügen, Episode 1
  - Brüder und Söhne, Episode 2
  - Der Prozess, Episode 3
  - Unter Campern, Episode 4
- 2017–2020: Dark (20 Folgen)
- 2018: Morden im Norden (Folge Kinderherz)
- 2019: Der Bergdoktor (Folge Preis des Lebens)
- 2020: Über die Grenze: Racheengel
- 2020–2021: Letzte Spur Berlin (6 Folgen)
- 2020: Unter anderen Umständen: Lügen und Geheimnisse
- 2021: Blackout
- 2022: Tatort: Hubertys Rache (Fernsehreihe)
- 2023: Die Therapie (Fernsehserie)
- 2024: Wolfsland (Fernsehserie, Folge Schwarzer Spiegel)
- 2024: Der Zürich-Krimi: Borchert und der Schuss ins Herz
- 2025: Polizeiruf 110: Widerfahrnis

## Auszeichnungen
- 1998: Bayerischer Kunstförderpreis im Bereich „Darstellende Kunst“
- 2005: Festival Expression en corto als „Bester Schauspieler“ für Die Überraschung
- 2006: Festival Concorto in Cortometraggio (ITA) als „Bester Schauspieler“ für Die Überraschung
- 2013: Rolf-Mares-Preis in der Kategorie Herausragende Leistung Darsteller/Sänger/Tänzer für die Darstellung des Sebastian in Wir lieben und wissen nichts in den Hamburger Kammerspielen[3]